# 치타공어
치타공어(চাটগাঁইয়া Caṭgãia or চিটাইঙ্গা Ciṭainga)는 방글라데시 치타공주에서 사용되는 인도아리아어군의 언어이다. 벵골어와 본질적으로 상호 이해를 할 수 있는 것은 아니지만, 벵골어의 비표준 방언으로 간주되기도 한다. 한편 로힝야어와는 말이 통할 정도로 가깝다.

## 같이 보기
- 치타공
- 로힝야어
- 치타공주
- 치타공 구릉지대